# Stříbrný vrch
Stříbrný vrch je přírodní památka v Ralské pahorkatině. Nachází se na stejnojmenném vrchu v katastrálním území Hvězda pod Vlhoštěm u Blíževedel v jihozápadní části okresu Česká Lípa. Přírodní památka je součástí chráněné krajinné oblasti Kokořínsko – Máchův kraj. Předmětem ochrany je reliktní rozvolněný bor na pískovcových skalách s výskytem vzácných bezobratlých živočichů.

## Historie
Přírodní památku vyhlásila Správa CHKO Kokořínsko s účinností ode dne 24. prosince 2002.

## Přírodní poměry

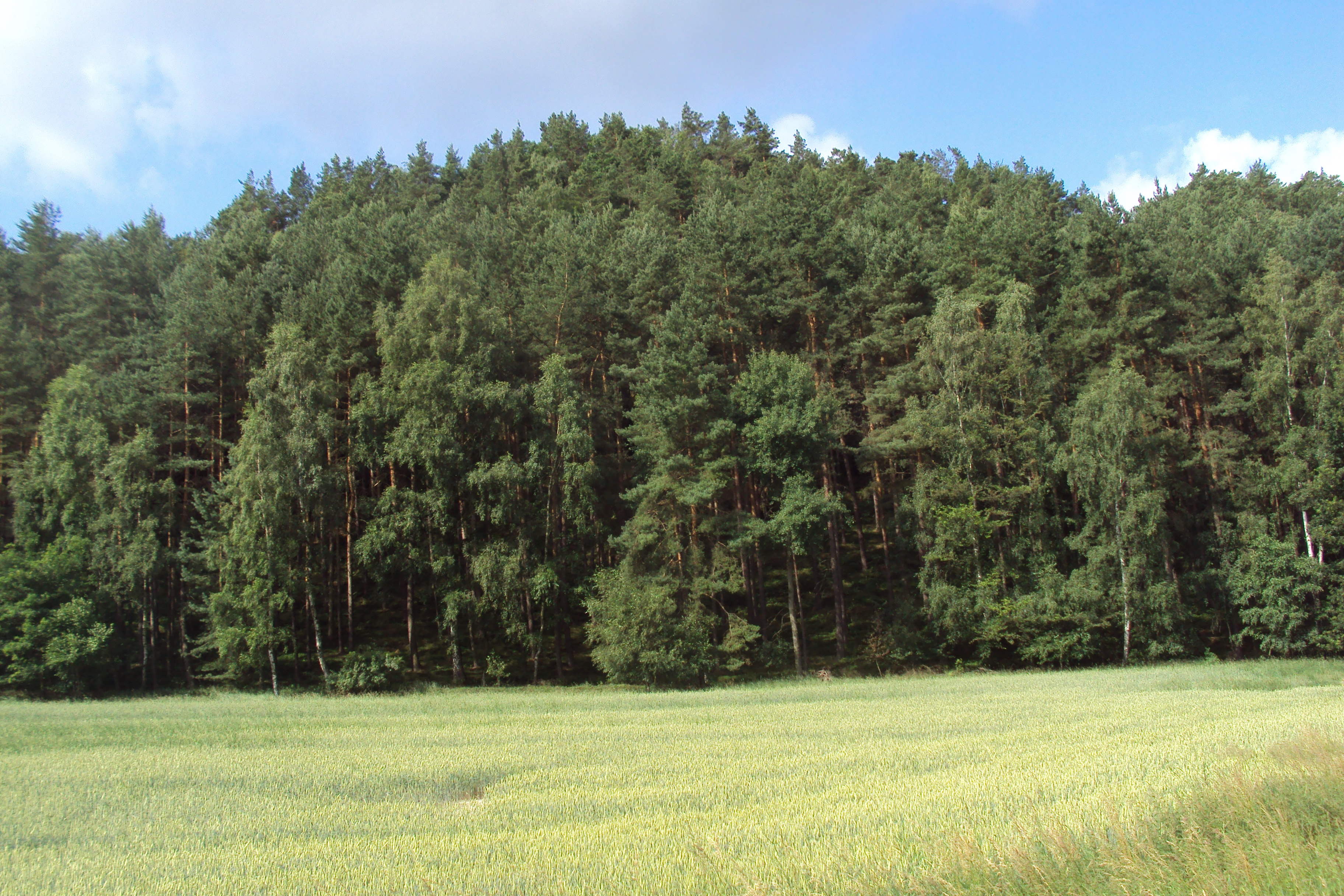
Stříbrný vrch z Vlhošťského dolu

Chráněné území s rozlohou 1,81 hektaru se nachází v Ralské pahorkatině v nadmořské výšce 410–439 metrů na severozápadním úbočí Stříbrného vrchu (439 metrů). Rostou v něm lišejníky, vřes a vyskytuje se vzácný slíďák vřesovištní (Alopecosa fabrilis). Přírodní památka leží v povodí Ploučnice.
Stříbrný vrch je součástí Ralské pahorkatiny, konkrétně jejího podcelku Dokeská pahorkatina a okrsku Polomené hory, podokrsku Vlhošťská vrchovina a její Kostelecké části.
Skály na území přírodní památky jsou tvořeny kvádrovými středně zrnitými a hrubozrnnými pískovci jizerského souvrství české křídové pánve. V horních partiích se vyskytují limonitické polohy, na úbočích lze spatřit typické skalní tvary, voštiny a římsy, způsobené zvětráváním pískovce. Půdy jsou mělké kambizemě se svrchní vrstvou žlutošedé hlinitopísčité, slabě skeletovité zeminy.

## Přístup veřejnosti
Podél západního a severního úpatí vrchu vede červeně značená turistická trasa z Holan do centrální části Kokořínska.